# Густав VI Адольф
Густав VI Адольф (швед. Oscar Fredrik Wilhelm Olaf Gustaf Adolf; 11 листопада 1882 — 15 вересня 1973) — король Швеції з 1950 до 1973 року, з династії Бернадотів. Останній із монархів Швеції, який мав реальну політичну владу, до конституційних реформ, ініційованих 1971 року.

## Життєпис
Був сином Густава V, короля Швеції, та Вікторії Баденської. Почав правити після смерті свого батька — з 29 жовтня 1950 року. На час його королювання приходиться проведення конституційної реформи.
На початку 1950-х років прийнято рішення про опрацювання нової конституції. 1954 року створено конституційну комісію на чолі з Рікардом Сандлером, яка завершила свою працю 1963 року. Після широкого обговорення доробку цієї комісії було створено нові комісії, й 1969 року проєкт Акту про риксдаг було подано на розгляд парламенту. 1970 року законопроєкт було ухвалено. Відтоді риксдаг став однопалатним і складався з 350 (пізніше — 349) депутатів. їх мають обирати що три роки через пропорційні вибори у 28 виборчих округах з певною кількістю вирівнювальних мандатів, аби досягти найбільшої пропорційності.
Згідно з новою формою правління, що була ухвалена 1974 року і набрала сили 1 січня 1975 року, вся державна влада у Швеції походить від народу, право і обов'язок якого шляхом вільного і таємного голосування обирати риксдаг. Риксдаг єдиний видає закони, має право визначати податки, формує уряд, який відповідає перед ним. Король, попри те, що його колишні політичні функції тепер покладено на інші органи, зберіг статус керівника держави. Найважливішою обставиною є те, що тепер не король, а голова риксдагу вирішує, хто формуватиме уряд, і призначає його прем'єр-міністром. І саме прем'єр-міністр, а не король, головує на засіданнях урядового кабінету. Король також перестав бути головнокомандувачем збройними силами країни, які тепер підпорядковані тільки урядові. Роль короля сьогодні зведено до суто церемонійних функцій.
Захоплювався археологією і ботанікою. Узяв участь в археологічних експедиціях у Китай (спеціалізовані на китайському мистецтві), Грецію, Італію, заснував Шведський інститут у Римі. Зібрав велику колекцію рододендронів. Мав бібліотеку з 80 тисячами томів, до того ж читав усі придбані книги.
Спадкоємцем Густава VI став його онук — Карл Густав від старшого сина.

## Родина
Густав народився в Стокгольмі і при народженні отримав титул герцога Сконе.
Першою дружиною на той час принца Густава стала англійська принцеса Маргарет, донька Артура Віндзора, герцога Конноцького. Новина про заручини принца в Каїрі 25 лютого 1905 стала несподіванкою для шведського народу. Саме вінчання відбулося 15 червня у каплиці святого Георга Віндзорського замку.
У них було 5 спільних дітей. Сім'я чекала ще одну дитину, але восени 1920 року принцеса захворіла і незабаром померла.
Через три роки після смерті Маргарет кронпринц Густав одружився з Леді Луїзою, від народження принцесою Баттенберзькою. Вінчання відбулося 3 листопада 1923 року в палаці Сент-Джеймс, Лондон. Кронпринцеса Луїза стала королевою Швеції 1950 року.
Густав VI Адольф є дідусем спадкоємця престолу Швеції короля Карла XVI Густава та королеви Данії Маргарити II.
1 Дружина — Маргарита Коннаутська
Діти:
- Густав Адольф (1906—1947) — герцог Вестерботтенський, був одружений з принцесою Сибіллою Саксен-Кобург-Готською;
- Сігурд (1907—2002) — герцог Упландський
- Інгрід (1910—2000) — дружина короля Данії Фредеріка IX
- Бертіл (1912—1997) — герцог Галландський, був одружений з Ліліан Девіс, дітей не мав;
- Карл Юхан (1916—2012) — герцог Даларнський

2 Дружина — Луїза Маунтбаттен
Діти: не було